# 287e régiment d'artillerie
Pour les articles homonymes, voir 287e régiment.
Le 287e régiment d'artillerie (287e RA) est un régiment d'artillerie de l'Armée française, créé en 1917. Il combat lors de la Première Guerre mondiale et est recréé au début de la Seconde Guerre mondiale.

## Création et différentes dénominations
- 1er octobre 1917 : création du 287e régiment d’artillerie lourde à tracteurs (287e RALT) par dédoublement du 87e régiment d’artillerie lourde à tracteurs (87e RALT).
- 10 août 1919 : dissolution par regroupement avec le 87e RALT.
- 29 novembre 1939 : création du 287e régiment d'artillerie lourde divisionnaire (287e RALD) par renommage du 267e RALD
- 16 juillet 1940 : dissolution

## Historique des campagnes, batailles et garnisons du287eRA

### Première Guerre mondiale
Le régiment est créé le 1er octobre 1917, à partir des six derniers groupes du 87e RALT. Il est alors organisé ainsi :
- Ier groupe : mortiers de 220 mm TR modèle 1916 (en)
- IIe groupe : idem
- IIIe groupe : mortiers de 220 mm modèle 1880 ACS
- IVe groupe : obusiers de 8 pouces (203 mm) (en)
- Ve groupe  : mortiers de 280 mm modèle 1914
- VIe groupe: obusiers de 8 pouces (203 mm)

### Entre-deux-guerres
Après l'armistice, le 287e RAL se regroupe dans la région au nord-est de Reims puis part pour les Ardennes début décembre. Ses artilleurs commencent à être démobilisés et en janvier 1919, le régiment est réorganisé en trois groupes (A, B et C) de trois batteries, puis le groupe C est dissous le mois suivant.
Le régiment s'installe à Strasbourg en juin et le 10 août 1919 il est dissous par fusion dans le 87e RALT.

### Seconde Guerre mondiale
Le 287e régiment d'artillerie lourde divisionnaire (287e RALD) est créé le 29 novembre 1939 dans la région de Toulouse, par renommage du 267e RALD formé à Toulouse à la mobilisation. Il est affecté à la 87e division d'infanterie d'Afrique arrivée en France début novembre.
Le régiment est dissous le 16 juillet 1940 à Châteauroux.

## Chefs de corps
Première formation 1917-1919 :
- 8 mai au 29 juillet 1917 : lieutenant-colonel Clausse
- 30 juillet 1917 au 31 octobre 1918 : chef d'escadron, puis lieutenant-colonel, Maure
- 1er novembre 1918 au 17 mars 1919 : chef d'escadron, puis lieutenant-colonel, Vacher
- 18 mars au 21 avril 1919 : lieutenant-Colonel Botelle
- 22 avril au 10 août 1919 : chef d'escadron Suffisceau

Seconde formation 1939-1940 :
- 1er novembre 1939 au 25 avril 1940 : lieutenant-colonel Blondel
- 26 avril au 9 mai 1940 : chef d'escadron Cave
- à partir du 10 mai 1940 : chef d'escadron Le Pelletier de Woillemont

## Inscriptions sur l'étendard
L'étendard du régiment ne porte aucune inscription.

## Décorations
Le IIIe groupe est titulaire d'une citation à l'ordre de la division reçue le 25 septembre 1917 lorsqu'il servait sous le nom de IXe groupe du 87e RAL.
Le 287e RALT reçoit une citation collective à l'ordre de la division le 21 février 1918.

## Insignes

Insignes des groupes du en 1918.
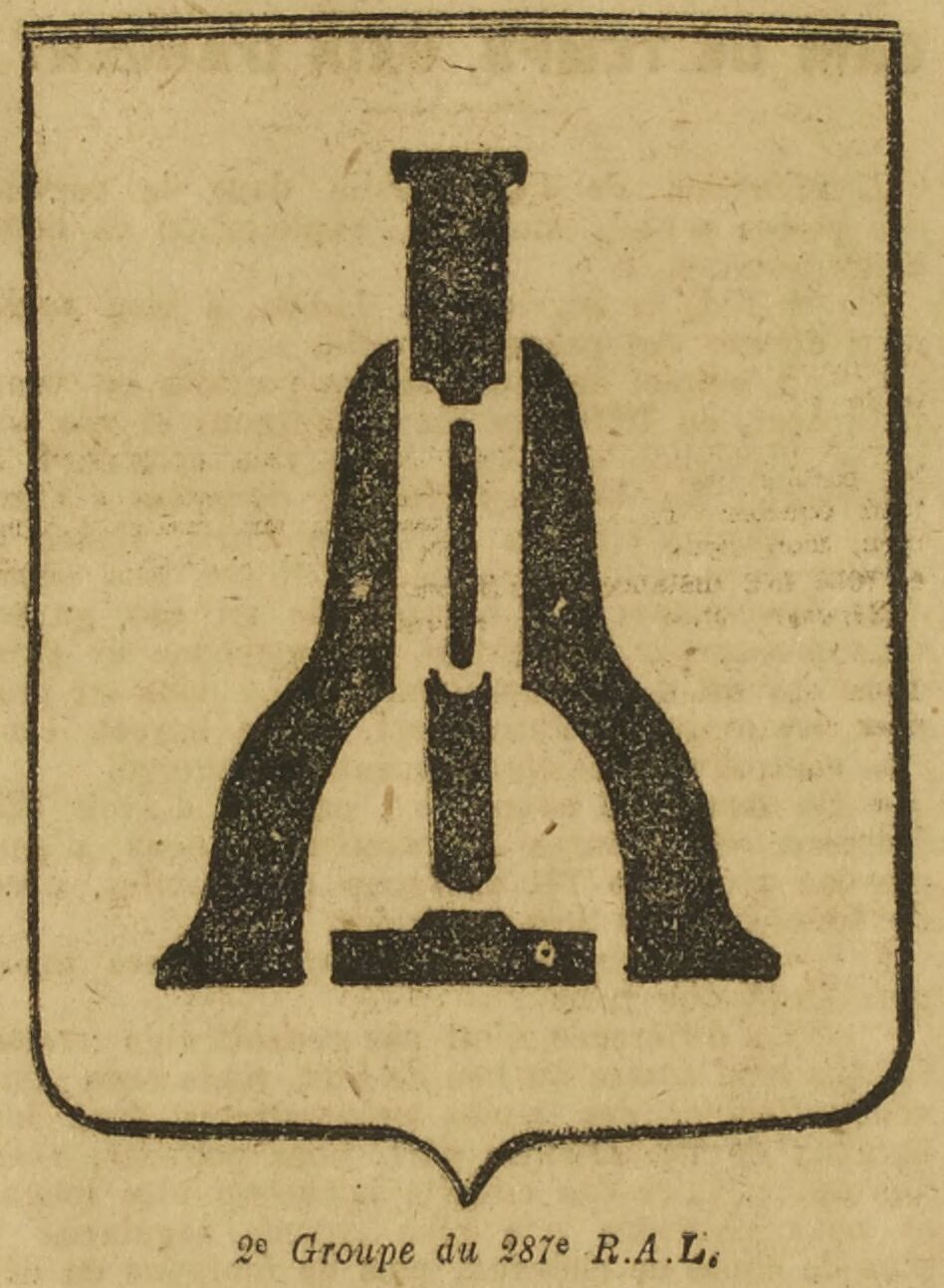
Insignes des groupes du 287e RALT en 1918.
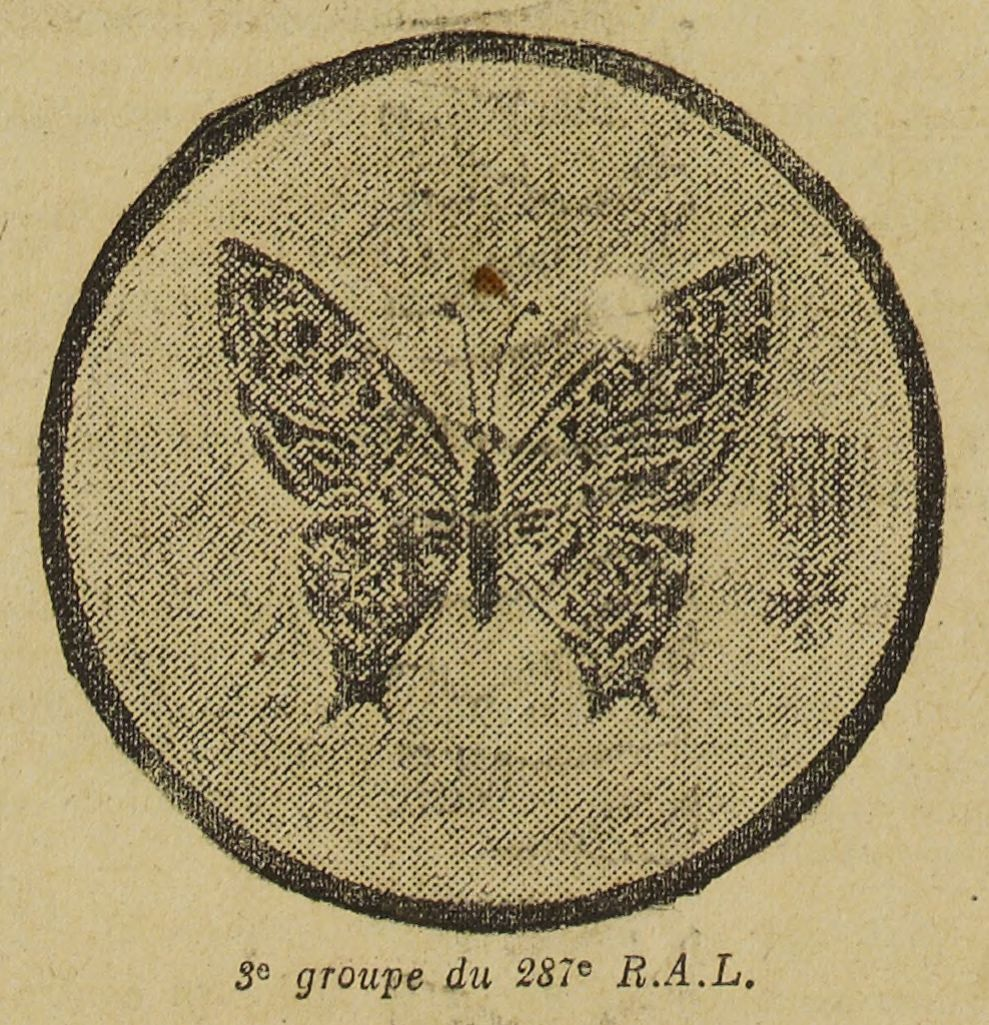
Insigne du IIe groupe.
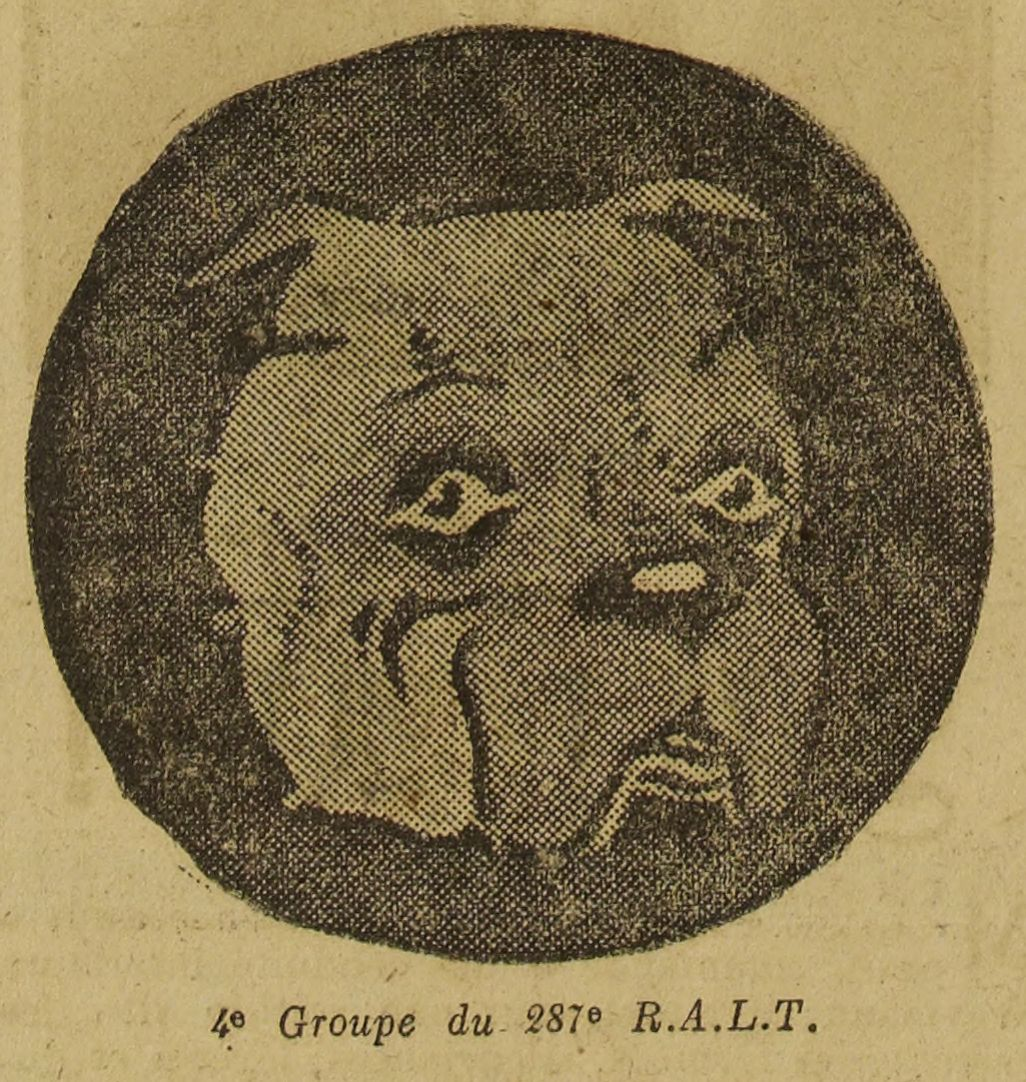
Insigne du IIIe groupe.
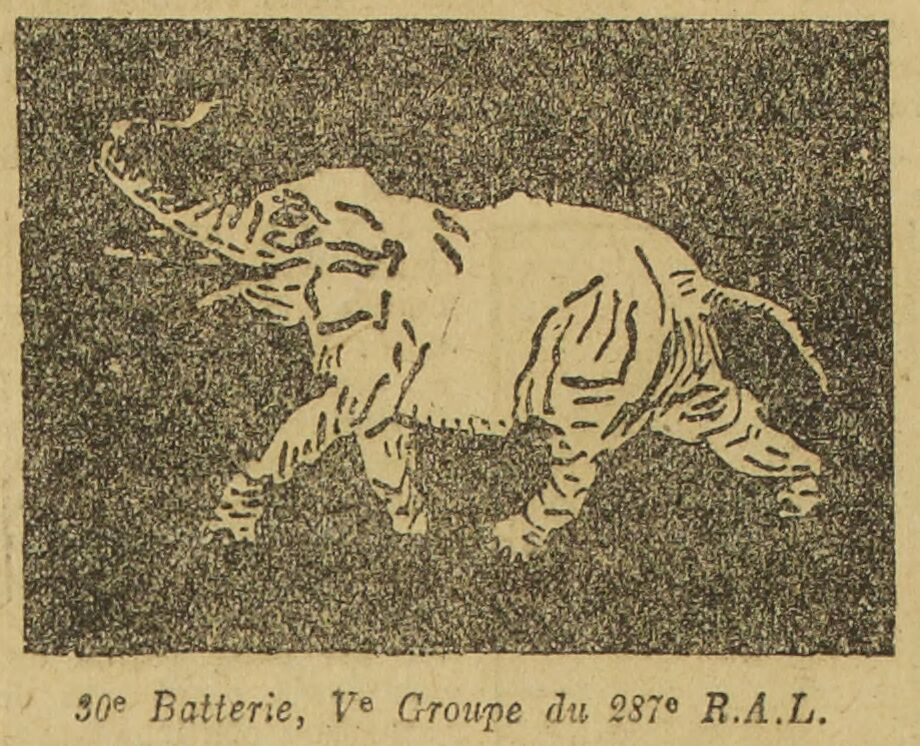
Insigne du IVe groupe.
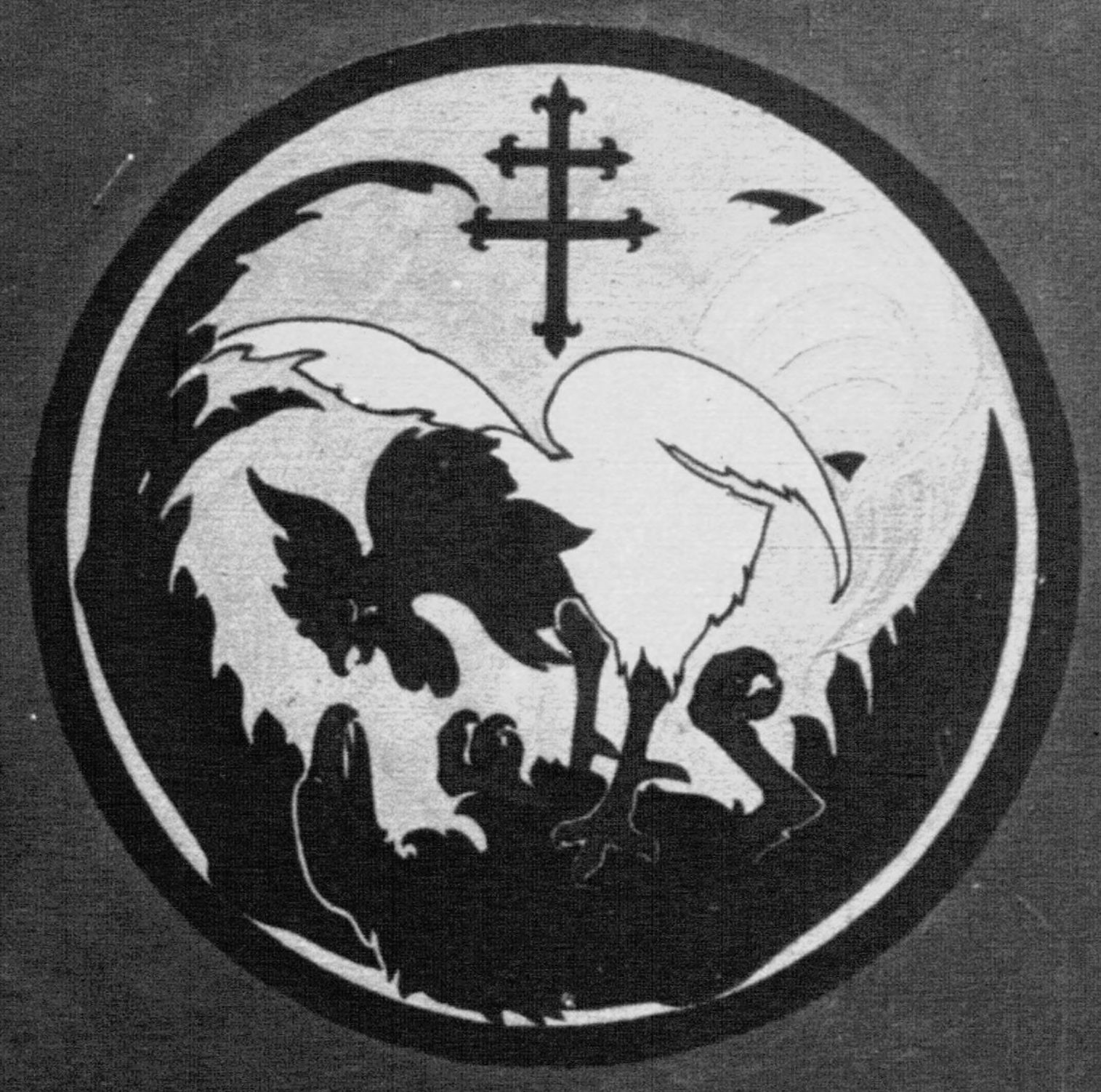
Insigne de la 30e batterie du Ve groupe.
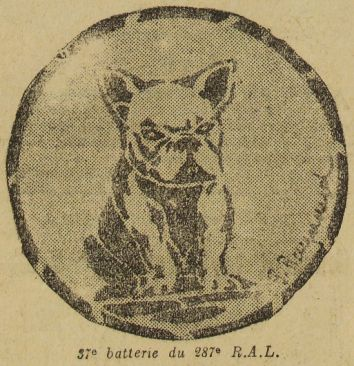
Insigne du VIe groupe.
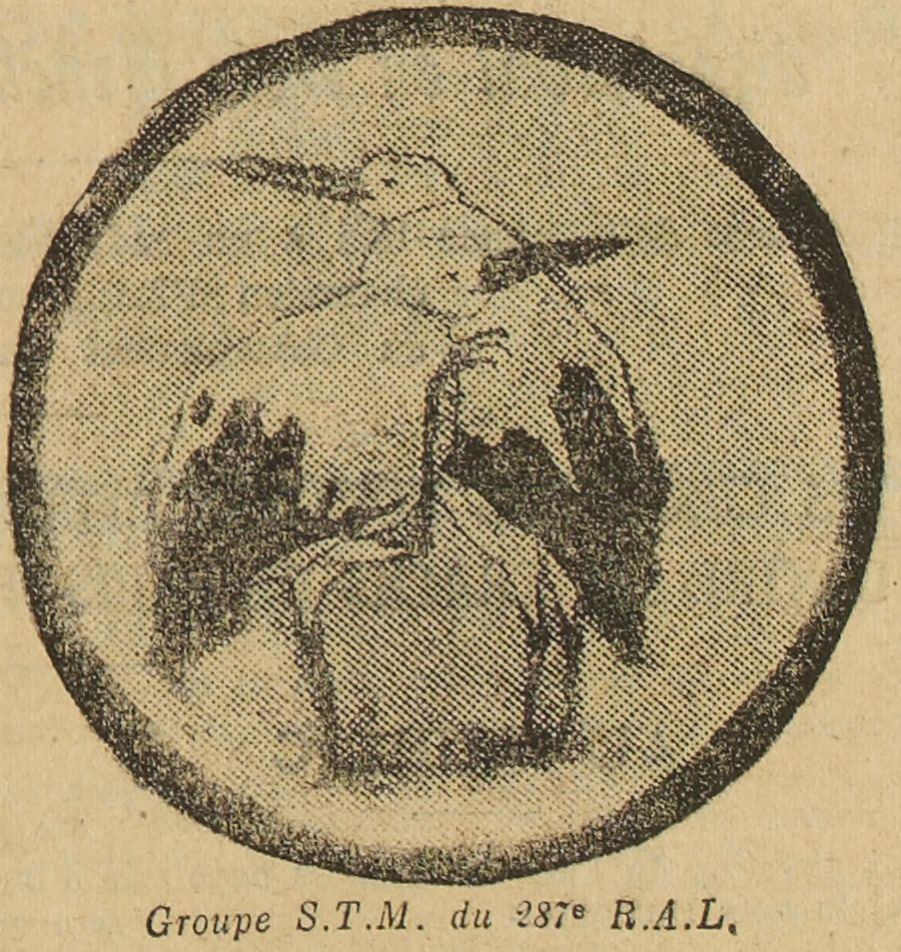
Insigne de la 37e batterie du VIe groupe.
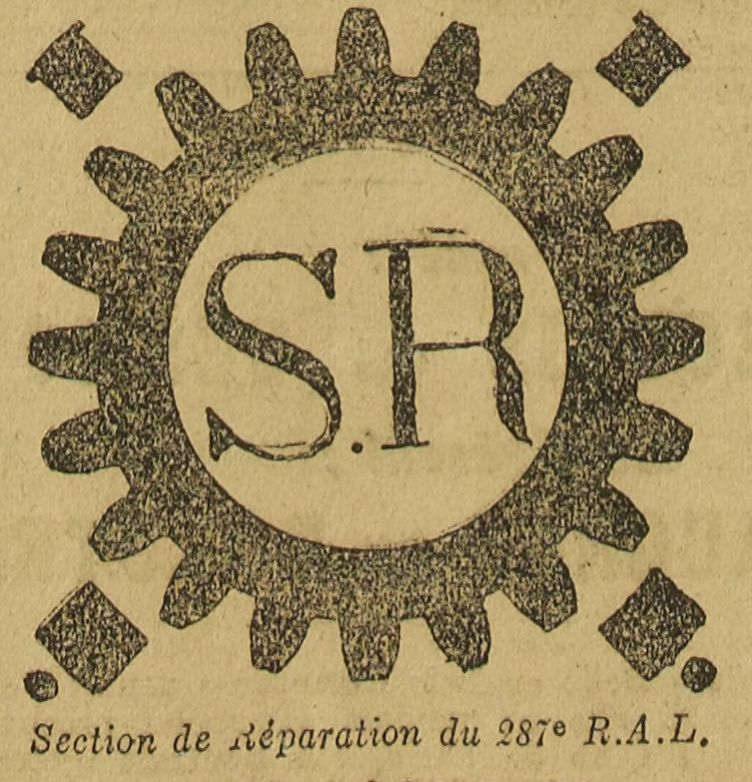
Insigne du groupe des sections de transport de munitions.
- Insigne de la section de réparation.